# 伯里耶尔
伯里耶尔（法語：Beurières，法語發音：[bœʁjɛʁ]）是法国多姆山省的一个市镇，属于昂贝尔区。

## 地理
伯里耶尔（45°26'22"N, 3°46'28"E）面积16.27 平方千米，位于法国奥弗涅-罗讷-阿尔卑斯大区多姆山省，该省份为法国中南部省份，北起阿列省接壤，东临卢瓦尔省，南至上盧瓦爾省和康塔爾省，西接科雷兹省和克勒兹省。
与伯里耶尔接壤的市镇（或旧市镇、城区）包括：阿尔朗、肖蒙堡、默代罗勒、圣瑞斯特。

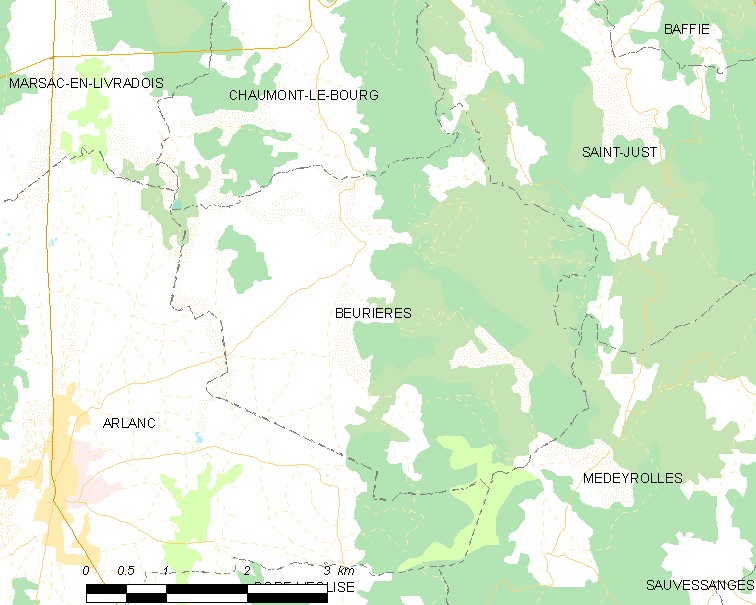
伯里耶尔的OSM定位图

伯里耶尔的时区为UTC+01:00、UTC+02:00（夏令时）。

## 行政
伯里耶尔的邮政编码为63220，INSEE市镇编码为63039。

## 政治
伯里耶尔所属的省级选区为昂贝尔县。

## 人口

1962-2008年间伯里耶尔人口变化图示

伯里耶尔于2022年1月1日时的人口数量为310人。